# Oopsidius cetus
Oopsidius cetus là một loài bọ cánh cứng trong họ Cerambycidae.